# Ивник, Иван Николаевич
Иван Николаевич Ивник (по паспорту — Николаев) (28 мая (10 июня) 1914, дер. Сявалкасы Ядринский уезд, Казанская губерния (ныне Вурнарский район, Чувашии) — 28 мая 1942, Чебоксары) — чувашский советский поэт, переводчик и фольклорист.

## Биография
Из крестьян. Окончил Чебоксарский педагогический техникум. Позже учился в Казанском институте советского права. Работал литературным сотрудником газет «Колхоз ялавĕ», «Пионер сасси», ответственным секретарем альманаха «Илемлĕ литература», в Чувашском научно-исследовательском институте языка, литературы, истории и экономики при Совете Министров Чувашской АССР (ныне Чувашский государственный институт гуманитарных наук), в Доме народного творчества.
Умер 28 мая 1942 года в Чебоксарах. Похоронен на мемориальном кладбище города Чебоксары.

## Творчество
Дебютировал, как поэт-лирик в 1929 году.
Основная тема — красота родного края, колхозный труд, молодость и любовь. Поэзии И. Ивника присущи романтическая приподнятость, задушевность и напевность, на них сложено много песен.
Пафосом новых социалистических отношений проникнуты его поэмы «Павлик Морозов» (1934), «Кирка Илене» (1935), сказка в стихах «Путь к счастью» (1938). Издал более 10 поэтических сборников. Лучшие сочинения вошли в сборники «Весна» («Ҫуркунне», 1937), «Новые стихи» («Сӗнӗ сӑвӑсем», 1937), «Лирика» (1939), «Книга стихов» («Сӑвӑ кӗнеки», 1940), «Стихи и поэмы» («Сăвăсемпе поэмăсем»).
Для детей И. Ивник издал циклы стихов «Теплый ветер» («Ӑшӑ ҫил», 1939), «Наше счастье» («Пирӗн телей», 1939) и другие.
Занимался переводами. Перевёл на чувашский язык «Бахчисарайский фонтан» и «Каменного гостя» А. С. Пушкина, «Мцыри» М. Ю. Лермонтова, «Сон» Т. Г. Шевченко, стихи В. В. Маяковского, М. В. Исаковского, Р. Бернса, С. Eсенина, О. Хайяма и другие произведения, среди них: «Пире лайăх вĕренме» (В. Воробьев), «Тул çутăлать» (Ю. Самойлов), «Пурăнмашкăн пурнăç тулăх» (Г. Лисков).